# КАМАЗ-820
КАМАЗ 820.60 — семейство четырёхтактных V-образных 8-цилиндровых газовых двигателей, жидкостного охлаждения, турбонаддувные с ОНВ, с искровым бесконтактным зажиганием, с электронной системой управления распределённого впрыска газа с использованием электромагнитных дозаторов производства ПАО «КАМАЗ». Газовые двигатели КАМАЗ 820.60 и КАМАЗ 820.61 не имеют конструктивных различий: 820.60 устанавливается на автомобили КАМАЗ, а 820.61 на шасси автобусов НЕФАЗ.

## Общие сведения

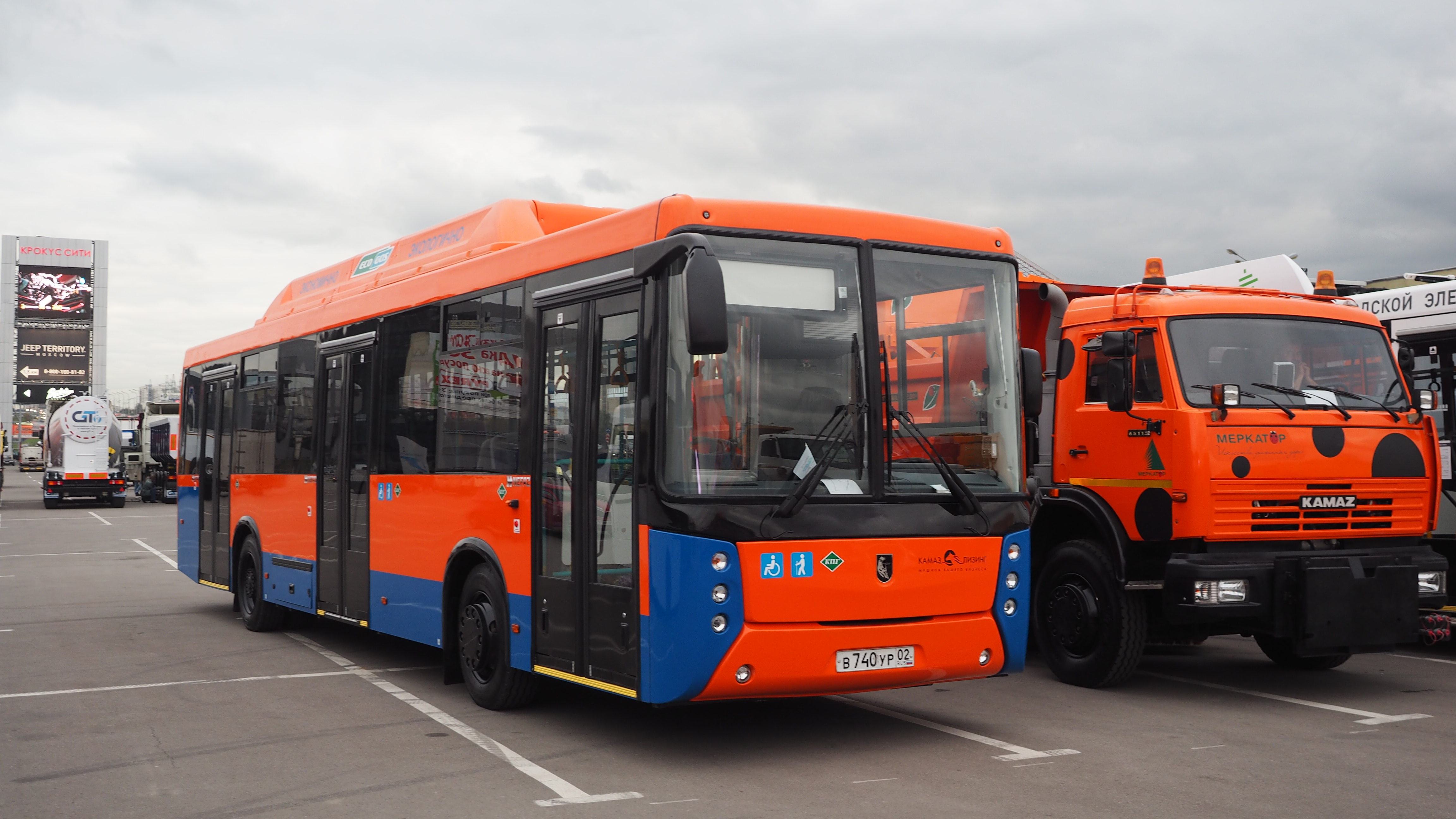
Автобус НЕФАЗ-5299 на который устанавливается двигатель КАМАЗ 820.61

Семейство газовых двигателей КАМАЗ 820.60 Евро 4 (Правила № 49-04В1 ЕЭК ООН) производятся ПАО «КАМАЗ».
Особенности конструкции: газовые, с турбонаддувом, ОНВ, электронным управлением и системой обработки отработавших газов.